# Coleochaetales
As Coleochaetales são uma pequena ordem de plantas ou algas verdes, com apenas dois géneros e 15 espécies descritas, que se acredita serem o grupo mais próximo das plantas terrestres. Com estes seres vivos partilham as características de formarem um talo parenquimatoso e de possuirem uma reprodução sexuada do tipo oogâmico (com uma oosfera fixa, que pode ser fecundada por um anterozoide móvel.
São normalmente epífitas de outras plantas aquáticas (de água doce) e podem reproduzir-se assexuadamente através da libertação de células que podem dar origem a uma nova planta. Na reprodução sexuada, cada anterídio produz um único anterozoide, ao contrário das outras algas verdes. O zigoto é a única célula diploide do seu ciclo de vida (haplobionte) e, no género Coleochaete, esta célula, antes de ser dividir, é rodeada por células somáticas, que funcionam como uma placenta. A primeira divisão do zigoto é meiótica e é seguida por uma ou várias mitoses, para produzir zoósporos que se libertam, para dar origem a novos indivíduos.